# رامسس دهم

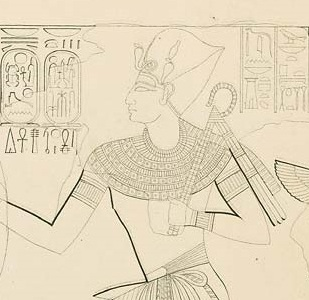
نگاره‌ای از رامسس دهم

رامسس دهم از پادشاهان کمتر شناخته شده دودمان بیستم مصر باستان است. او پس از رامسس نهم به پادشاهی رسید، کسی که گمان می‌رود پدرش بوده باشد.
او در میان سال‌های ۱۱۱۱ تا ۱۱۰۷ پ. م. بر مصر فرمانروایی می‌کرد. اطلاعات چندانی درباره این دوران در دسترس نیست. تنها آگاهی حقیقی در این باره این است که مشکلات متعددی در آن دوره بر مصر فرمان می‌راندند. او واپسین فرعونی است که فرمانروایی‌اش بر نوبه به ثبت رسیده است.